# Симеон II
Симеон II, как гражданин Болгарии Симеон Борисов Саксен-Кобург-Готский (болг. Симеон II; Симеон Борисов Сакскобургготски, нем. Simeon von Sachsen-Coburg und Gotha; род. 16 июня 1937, София) — болгарский государственный и политический деятель, последний царь Болгарии в 1943—1946 годах из Саксен-Кобург-Готской династии, премьер-министр Болгарии с 24 июля 2001 по 17 августа 2005 года, до 2009 года был председателем и лидером Национального движения Симеона II. В настоящее время он является последним монархом, носившим титул «царь», а также последним славянским монархом в истории человечества. После смерти последнего короля Греции Константина II 10 января 2023 года (свергнутого Чёрными полковниками в 1967 году) остался последним живущим православным монархом, царствовавшим когда-либо и где-либо.

## Царствование
Единственный сын и престолонаследник царя Болгарии Бориса III и царицы Иоанны (Йованы, Джованны), дочери итальянского короля Виктора Эммануила III. Формально был царём Болгарии с 28 августа 1943 по 15 сентября 1946 года, однако ввиду его малолетства согласно Тырновской конституции от его имени управлял регентский совет. С 1943 по 1944 годы в него входили князь Кирилл Преславский (дядя Симеона), Богдан Филов и Никола Михов, а с 1944 по 1946 годы членами регентского совета были Тодор Павлов, Венелин Ганев и Цвятко Бобошевский. После революции в Болгарии члены регентского совета были отстранены от власти. В 1946 году монархия упразднена на основании референдума. Царь Симеон II мог стать самым долгоцарствующим из известных монархов в истории (80 лет), побив рекорд короля Франции Людовика XIV, который находился на престоле 72 года 110 дней.

## Эмиграция
После референдума Симеон вместе с семьёй эмигрировал в Египет, а в 1951 году в Испанию, где жил до 2001 года. По достижении совершеннолетия в 1955 году провозгласил себя действующим царём на основании Тырновской конституции. На этом основании правительство Болгарии долго отказывало ему во въездной визе, опасаясь его претензий на власть. От престола никогда не отрекался.
В 1956 году окончил Французский лицей в Мадриде.
В 1958 году получил военное образование в американском военном колледже Valley Forge Military Academy and College (США) и получил звание сержанта и медаль «За успехи и дисциплину».
В 1959 году вернулся в Мадрид и поступил на юридический факультет Мадридского университета, который и окончил в 1964 году.
В 1960—1990 годах занимал управленческие должности в крупных корпорациях, проявил себя как талантливый менеджер и финансист.

## Премьерство

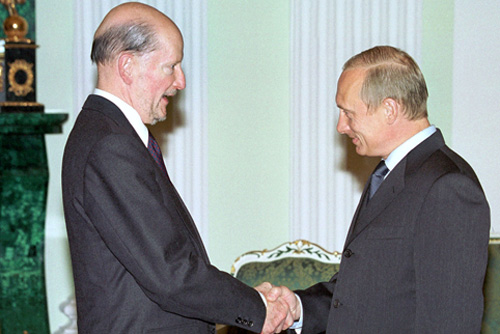
Симеон с Президентом России Путиным, 3 июня 2002 года

В 2001 году сформированная им коалиция «Национальное движение Симеона II» выиграла парламентские выборы, и Симеон возглавил правительство (оно также включало членов ДПС и БСП, однако не имело официальной поддержки социалистов). В 2005 году в правительстве произошли перестановки, в него были включены представители партии «Новото време» (ранее — дискуссионный клуб в рамках парламентской группы Национального движения Симеона II). В результате выборов в июне 2005 года партия осталась второй политической силой и вошла в коалиционный кабинет вместе с БСП и турецкой партией ДПС. 5 июля 2009 года на парламентских выборах партия НДСВ проиграла и, не сумев набрать 4%, необходимых для вхождения в парламент, осталась вне парламента. 6 июля 2009 года на пресс-конференции Симеон Саксен-Кобург-Готский объявил, что подаёт в отставку.
Симеон Саксен-Кобург-Готский — крупный землевладелец. Во время его премьерства произошла реституция земельной собственности царской семьи, конфискованной коммунистами во время земельной экспроприации.

## Общественная деятельность
Болгарская православная церковь в апреле 2015 года приняла решение о возобновлении поминовения Царя Симеона II на богослужениях, что вызвало неоднозначную реакцию у ряда общественных деятелей Болгарии. В связи с этим Царь обратился к Синоду с предложением пересмотреть принятое решение.

## Семья
Женат на испанской католической дворянке Маргарите Гомес-Асебо-и-Сехуэле (второй ребёнок и единственная дочь в семье испанских дворян: Мануэля Гомес-Асебо-и-Модета, четвёртого маркиза Кортина, и Марии де лас Мерседес Сехуэла-и-Фернандес; двоюродная сестра зятя короля Хуана Карлоса). Их брак состоялся в 1962 году через трехступенчатую церемонию бракосочетания (завершающим было венчание в храме Святой Варвары Русской Зарубежной Церкви в Веве). Четверо сыновей и дочь:
- Кардам, князь Тырновский (1962—2015):
  - Борис, князь Тырновский (род. 12 октября 1997, Мадрид) — наследник Болгарского царского престола после смерти отца,
  - князь Белтран Тырновский (род. 23 марта 1999, Мадрид).
- Кирилл, князь Преславский[англ.] (род. 1964):
  - княгиня Мафалда-Цецилия Преславская[англ.] (род. 27 июля 1994),
  - княгиня Олимпия Преславская (род. 14 декабря 1995),
  - князь Тассило Преславский (род. 20 января 2002).
- Кубрат, князь Панагюрский[болг.] (род. 1965):
  - князь Мирко Панагюрский (род. 26 апреля 1995),
  - князь Лукас Панагюрский (род. 15 июля 1997),
  - князь Тирсо Панагюрский (род. 3 июня 2002).
- Константин-Асен, князь Видинский[болг.] (род. 1967):
  - князь Умберто Видинский (род. 20 ноября 1999),
  - княгиня София Видинская (род. 20 ноября 1999).
- Калина, княгиня Болгарская[болг.] (род. 1972):
  - Симеон Хасан Муньос (род. 14 марта 2007).

Двое старших детей царя Симеона крещены в православной вере, остальные — в католической.
С 2002 года резиденцией Симеона являлся построенный его дедом на окраине Софии дворец Врана.

## Титулы и обращения
- 16 июня 1937 — 28 августа 1943: Его царское высочество князь Тырновский, принц Саксен-Кобург-Готский, герцог Саксонский
- 28 августа 1943 — 15 сентября 1946: Его величество царь болгар
- с 15 сентября 1946: Его величество царь болгар Симеон II (как претендент на Болгарский престол)
  - 24 июля 2001 — 17 августа 2005: Его превосходительство Симеон Саксен-Кобург-Готский (как премьер-министр Болгарии внутри страны)
  - с 17 августа 2005: господин Симеон Саксен-Кобург-Готский (как гражданин Болгарии внутри страны)

## Награды
- Орден «Стара Планина» I степени (2007)[8]
- Орден Карлоса III (Испания)
- Великий офицер ордена Почётного легиона (Франция)
- Кавалер Большого креста ордена Леопольда I (Бельгия)
- Кавалер Большого креста ордена Независимости (Иордания)
- Кавалер Большого креста ордена Спасителя (Греция)
- Кавалер Большого креста ордена Гроба Господня (Иерусалимский православный патриархат)
- Кавалер Большого креста Мальтийского ордена
- Орден Золотого руна
- Кавалер Большого креста ордена Звезды Румынии (29 ноября 2024 года, Румыния)[9]
- Многочисленные династические ордена, в том числе Орден Св. Андрея Первозванного (от Российского Императорского Дома в 1976 г.)

## Образ в культуре и искусстве
- Является потенциальным главой Болгарии в компьютерной игре Hearts of Iron IV.